# U 231
U 231 war ein deutsches U-Boot vom VII C, das im Zweiten Weltkrieg von der deutschen Kriegsmarine eingesetzt wurde.

## Technische Daten
Der Auftrag für das Boot wurde am 7. Dezember 1940 an die Werft Germaniawerft, Kiel vergeben. Die Kiellegung erfolgte am 30. Januar 1942, der Stapellauf am 1. Oktober 1942. Die Indienststellung unter Kapitänleutnant Wolfgang Wenzel fand schließlich am 14. November 1942 statt.

## Geschichte
Das U-Boot gehörte nach seiner Indienststellung am 14. November 1942 bis zum 30. April 1943 zur 5. U-Flottille und vom 1. Mai 1943 bis zum  13. Januar 1944 zur 3. U-Flottille.

## Verbleib
U 231 wurde im dritten Einsatz am 13. Januar 1944 bei den Azoren mittels Wasserbombe von einer Vickers Wellington versenkt.